# Ry Russo-Young
Ry Russo-Young (New York, 16 novembre 1981) è una regista e sceneggiatrice statunitense.

## Biografia
Nata come regista indipendente, i suoi primi lavori sono stati associati al sottogenere del mumblecore. Nel 2012 ha vinto il Premio speciale della giuria al Sundance Film Festival per Nobody Walks, con John Krasinski, Olivia Thirlby e Rosemarie DeWitt. Ha poi cominciato a dirigere per la TV, mentre al cinema si è dedicata a trasposizioni letterarie adolescenziali come Prima di domani e Il sole è anche una stella. Nel 2021, realizza Nuclear Family un documentario per la HBO che racconta la storia delle sue madri lesbiche, Sandra Russo e Robin Young, che hanno dovuto fronteggiare una causa per i diritti di paternità di uno dei loro donatori di sperma.

## Filmografia parziale

### Regista

#### Cinema
- Babes in Toyland – cortometraggio (2003)
- Marion – cortometraggio (2005)
- Orphans (2007)
- Hannah Takes the Stairs, regia di Joe Swanberg (2007)
- You Wont Miss Me (2009)
- Nobody Walks (2012)
- Prima di domani (Before I Fall) (2017)
- Il sole è anche una stella (The Sun Is Also a Star) (2019)

#### Televisione
- Everything Sucks! – serie TV, episodi 1x05-1x06-1x07 (2018)
- Sweetbitter – serie TV, episodio 1x05 (2018)
- Cloak & Dagger – serie TV, episodio 1x05 (2018)
- Sorry for Your Loss – serie TV, episodio 2x03 (2019)
- Panic – serie TV, episodi 1x01-1x02 (2021)
- Nuclear Family – miniserie TV, 3 puntate (2021)
- Shrinking – serie TV, episodi 1x02-1x03 (2023)
- And Just Like That... – serie TV, episodi 2x07-2x08 (2023)

### Sceneggiatrice
- Babes in Toyland – cortometraggio (2003)
- Marion – cortometraggio (2005)
- Orphans (2007)
- You Wont Miss Me (2009)
- Nobody Walks (2012)

### Attrice
- Hannah Takes the Stairs, regia di Joe Swanberg (2007)
- The Color Wheel, regia di Alex Ross Perry (2011)